# Salto Systems
Salto Systems（サルトシステムズ）は、スペイン・ギプスコア県オイアルツンに本社を置く電子錠の製造企業。
2001年に設立され、世界にネットワーク型非接触電子錠を製造販売している。日本における正規代理店はミツイワ株式会社。